# Deval Patrick

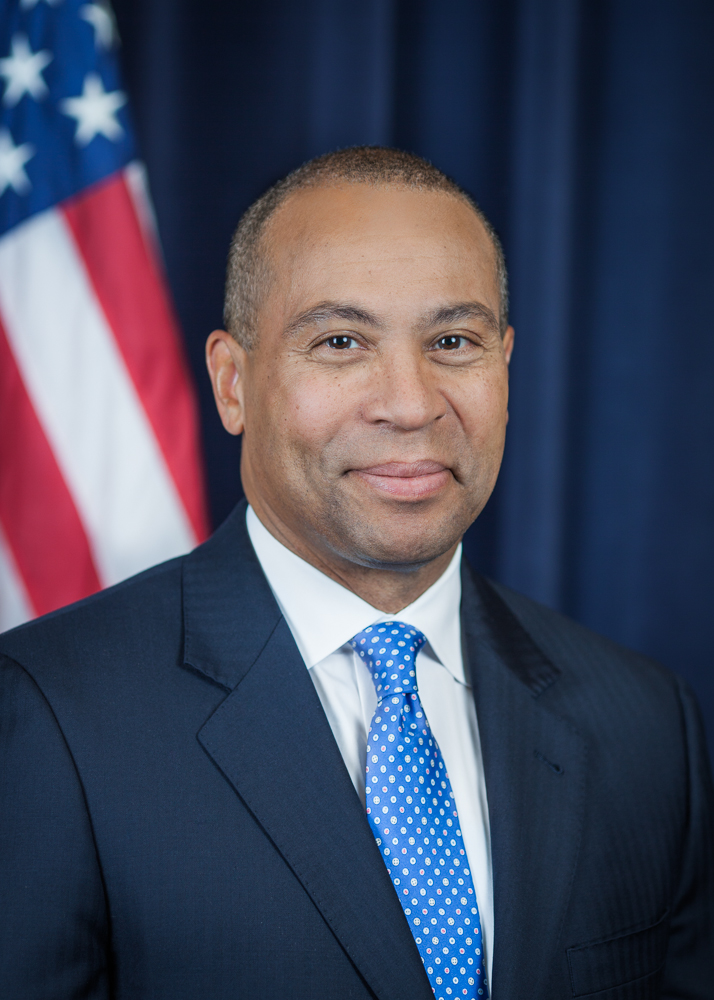
Deval Patrick (2011)

Deval Laurdine Patrick (* 31. Juli 1956 in Chicago, Illinois) ist ein amerikanischer Politiker der Demokratischen Partei. Er war von 2007 bis 2015 der 71. Gouverneur von Massachusetts. Patrick war der erste Afroamerikaner im Amt des Gouverneurs von Massachusetts und der zweite in Wahlen bestimmte afroamerikanische Gouverneur der Vereinigten Staaten überhaupt (zwei weitere kamen ohne Wahl ins Amt). Er bewarb sich für die Kandidatur seiner Partei bei den Präsidentschaftswahlen 2020.

## Familie, Ausbildung und Beruf
Gegen den Widerstand seines Vaters, des Saxophonisten Pat Patrick, besuchte er die Milton Academy in Milton bis 1974 und wechselte 1978 auf das Harvard College, das er mit dem BA abschloss. Anschließend erwarb er an der Harvard Law School den Juris Doctor. Deval arbeitete nach dem Studienabschluss zunächst ein Jahr lang für die Vereinten Nationen in Afrika und war von 1994 bis 1997 Assistent des US-Generalbundesanwaltes (Attorney General) für Bürgerrechtsfragen unter Präsident Bill Clinton. Anschließend war er als Rechtsanwalt und Geschäftsmann in Massachusetts tätig.
2019 wurde Patrick in die American Academy of Arts and Sciences gewählt.
Er ist mit Diane Patrick verheiratet und lebt seit 1989 in Milton. Das Paar hat zwei gemeinsame Töchter.

## Gouverneur von Massachusetts
Bei der Gouverneurswahl in Massachusetts am 7. November 2006 setzte er sich mit 56 Prozent der Stimmen gegen seine republikanische Konkurrentin Kerry Healey durch, die 36 Prozent erhielt. Er trat die Nachfolge des nicht mehr kandidierenden Republikaners und späteren Präsidentschaftskandidaten Mitt Romney an. Am 4. Januar 2007 wurde Patrick als Gouverneur des Staates vereidigt und gewann schnell US-weit politische Statur, seine Zustimmungswerte verschlechtern sich aber deutlich, als im Verlauf der ersten Amtszeit der Staatshaushalt in die Krise geriet und er unpopuläre Steuererhöhungen im Umfang von einer Milliarde US-Dollar durchsetzte.
Bei der Gouverneurswahl im November 2010 schlug er bei generell schlechten Bedingungen für Demokraten mit einem Stimmenanteil von rund 49 Prozent den Republikaner Charlie Baker, der 42 Prozent erreichte, und wurde so für eine zweite Amtszeit als Gouverneur bestätigt, die er im Januar 2011 antrat. Nach dem Rücktritt von US-Senator John Kerry, der von Präsident Obama im Januar 2013 zum Außenminister der Vereinigten Staaten ernannt wurde, ernannte er in seiner Funktion als Gouverneur seinen ehemaligen Stabschef, den Afroamerikaner Mo Cowan, zum neuen Senator.
Patrick stellte sich bei der Gouverneurswahl 2014 nicht zur Wiederwahl. Seine zweite Amtszeit endete am 8. Januar 2015 mit der Amtseinführung des Republikaners Charlie Baker, der sich nach seiner Niederlage gegen Patrick 2010 bei der Wahl 2014 durchsetzen konnte.

## Bain Capital und Präsidentschaftsambitionen
Nach dem Ausscheiden aus dem Amt des Gouverneurs wechselte Patrick im April 2015 zum Finanzinvestor Bain Capital, wo er als Manager Projekte mit sozialer Ausrichtung betreut. Er ist seitdem öffentlich deutlich weniger sichtbar, unterhält aber weiterhin ähnlich langfristige und enge Kontakte zu US-Präsident Obama wie zur Familie Clinton.
Über seine politische Zukunft hat Patrick keine Klarheit gegeben, er wurde aber immer wieder als möglicher Kandidat für die US-Präsidentschaft 2016 genannt oder als zukünftiger US-Generalbundesanwalt. Im Juli 2013 wechselte der bisherige Vorsitzende der Demokraten in Massachusetts, John E. Walsh, an die Spitze des Political Action Committee Patricks, was die Spekulationen weiter anheizte und ihn zu einem Dementi in Hinblick auf die US-Präsidentschaft drängte.
Nachdem Medien im August 2017 berichtet hatten, dass Obama ihn zu überzeugen versuche, bei der Präsidentschaftswahl 2020 anzutreten, gab Patrick im März 2018 bekannt, dass er eine Kandidatur nicht ausschließe. Er hatte den demokratischen Senatskandidaten Doug Jones bei dessen Kampagne in Alabama 2017 unterstützt und trat für verschiedene Kandidaten seiner Partei im Herbst 2018 auf. Er entschied sich im Dezember 2018 gegen eine Kandidatur und begründete dies mit der „Grausamkeit“ des bestehenden Wahlsystems insbesondere für Angehörige.
Am 11. November 2019 erklärte er seine Bereitschaft zur Kandidatur. Am 12. Februar 2020 beendete Patrick seine Kampagne, nachdem er bei den Vorwahlen in New Hampshire weit unter einem Prozent der Stimmen blieb.